# Лактац
Лактац је насељено мјесто у саставу општине Хрваце, Сплитско-далматинска жупанија, Република Хрватска.

## Географске карактеристике
Лактачка Љут се налази на североисточној страни Цетине, према области Дубравама. Лактачка Љут и Дубраве су део исте подске површи. Границом ове површи и кречњачке стране Кошутице, која се диже према североистоку, пружа се удолина динарског правца, чије је дно под црвеницом и њивама. На површи и страни Кошутице су пашњаци и храстово жбуње. Североисточним оквиром удолине, на граници њива и пашњака, лежи Лактац, као и села Борковић и Винчић.
Лактац се налази 13 km југоисточно од Врлике и 20 километара северозападно од Сиња, у подножју планине Динаре, на реци Цетини тј. Перућком језеру.

## Историја

#### Период угарске власти (до 1513)
Изградњи Перућке бране и стварању вештачког акумулационог језера претходила су археолошка истраживања локалитета на Цетини, која су почела 1954. године. На положају сеоског гробља у Лактацу нађени су остаци темеља једнобродне правоугаоне позносредњовековне цркве. Уз цркву је пронађено и неколико гробова из истог периода, покривених монолитним неукрашеним плочама. У темеље цркве су уграђени, као сполије, уломци античких натписа и раносредњовековних скулптура. За раносредњовековне уломке је откривено да припадају цркви у Кољану.
Даровница угарског краља Андрије II шибенском кнезу Домалду помиње насеље Лактен у жупанији Цетина с Триљем. Историчар Стјепан Гуњача је Лактен идентификиовао са данашњим Лактацем.

#### Период османске власти (1513—1718)
Османска војска је 1513. заузела Сињ и његову област. Од 1524. се помиње Сињска нахија.
У османском пописном (tapu tahrir) дефтеру Клишког санџака из 1550. године, Лактац се не помиње. У пописном дефтеру из 1574. године, Лактац се помиње као село Лактач (вероватно услед недостатка слова са гласовном вредношћу ц у османском турском), а 1585. као истоимена мезра у нахији Сињ или Цетина (два имена за исту нахију). У последњем попису се наводи да су на мезри Лактач поседе имали један калуђер и један поп. У попису из 1604. године помиње се мезра Свети Вид и Лактач, која је у поседу становника села Бителић. Приходи од речене мезре процењени су на 200 акчи годишње.
По завршетку Морејског рата (1684—1699) Млетачка република је заузела одређене пограничне области, упркос одредбама Карловачког мира. Поседнут је био и Лактац. Османска војска је 1701. повратила спорне области. Лактац се у пописном дефтеру из исте године помиње као чифлук Лактач, који од давнина припада монасима цркве (при чему се готово сигурно мисли на манастир Драговић).

#### Период хабзбуршке власти (1797—1918)
Од 1816. године, после стабилизације хабзбуршке власти, Лактац, дефинисан је подређен општини Дабар, која је припала судском котару у Сињу. Сам судски котар био је део котарског сатништва у истом граду, дела хабзбуршке Краљевине Далмације. По подели Аустријског царства на аустријски и угарски део, Далмација је припала аустријском делу.
| кућа | римокатолика | гркокатолика | православца | протестаната | Јевреја | сво домаће присутно становништво | странци | укупно присутно становништво | сво домаће одсутно становништво | укупно становника |
| ---- | ------------ | ------------ | ----------- | ------------ | ------- | -------------------------------- | ------- | ---------------------------- | ------------------------------- | ----------------- |
| 20   | 0            | 0            | 164         | 0            | 0       | 162                              | 0       | 162                          | 2                               | 164               |

| кућа | мушкараца | жена | укупно становника |
| ---- | --------- | ---- | ----------------- |
| 55   | 112       | 92   | 204               |

##### Југословенски и постјугословенски период (од 1918)
До територијалне реорганизације у Хрватској налазио се у саставу старе општине Сињ. Током рата у Хрватској био је у саставу Републике Српске Крајине.

## Становништво
На попису становништва 2011. године, Лактац је имао 2 становника.
| Број становника по пописима | Број становника по пописима | Број становника по пописима | Број становника по пописима | Број становника по пописима | Број становника по пописима | Број становника по пописима | Број становника по пописима | Број становника по пописима | Број становника по пописима | Број становника по пописима | Број становника по пописима | Број становника по пописима | Број становника по пописима | Број становника по пописима | Број становника по пописима |
| --------------------------- | --------------------------- | --------------------------- | --------------------------- | --------------------------- | --------------------------- | --------------------------- | --------------------------- | --------------------------- | --------------------------- | --------------------------- | --------------------------- | --------------------------- | --------------------------- | --------------------------- | --------------------------- |
| 1857                        | 1869                        | 1880                        | 1890                        | 1900                        | 1910                        | 1921                        | 1931                        | 1948                        | 1953                        | 1961                        | 1971                        | 1981                        | 1991                        | 2001                        | 2011                        |
| 164                         | 0                           | 7                           | 204                         | 257                         | 291                         | 0                           | 282                         | 275                         | 321                         | 163                         | 121                         | 123                         | 124                         | 0                           | 2                           |

Напомена: У 1869. и 1921. подаци су садржани у насељу Дабар. До 1900. исказивано као део насеља.

### Попис 1991.
На попису становништва 1991. године, насељено место Лактац је имало 124 становника, следећег националног састава:
| Попис 1991.‍ | Попис 1991.‍ | Попис 1991.‍ | Попис 1991.‍ | Попис 1991.‍ |
| ----------- | ----------- | ----------- | ----------- | ----------- |
|             |             |             |             |             |
| Срби        | Срби        |             | 100         | 80,64%      |
| непознато   | непознато   |             | 24          | 19,35%      |
| укупно: 124 |             |             |             |             |

### Ранији пописи
| Националност       | 1981. | 1971. | 1961. |
| Срби               | 116   | 117   | 161   |
| Југословени        | 7     |       |       |
| Хрвати             |       | 4     | 2     |
| остали и непознато |       |       |       |
| Укупно             | 123   | 121   | 163   |

## Црква
У близини Лактаца, према Кољанима се налази српскоправославни манастир Драговић.

## Презимена
• Николић - Православци
- Боговац — Православци
- Бодрожић — Православци
- Борковић — Православци
- Винчић — Православци
- Катић — Православци
- Ковачић — Православци
- Миљковић — Православци
- Пеовић — Православци